# 幾重天
《幾重天》（日语：いくつかの空）為日本歌手柴崎幸於2004年1月14日發行之5th單曲（含RUI名義）。

## 解說
- 本單曲的標題曲為自身主演的電影《鬼來電》主題歌。
- 標題曲由電影的原作者秋元康擔任作詞。

## 發行版本
- CD ONLY

## 曲目
1. 幾重天（いくつかの空）
作詞:秋元康　作曲:Jin Nakamura　編曲:CHOKKAKU
東寶電影《鬼來電》主題歌
2. 深愛
作詞:柴咲コウ　作曲:Jin Nakamura　編曲:CHOKKAKU
3. 蜉蝣
作詞:菜穂　作曲:Taja　編曲:CHOKKAKU
4. 幾重天（いくつかの空）(Backing Track)
作曲:Jin Nakamura　編曲:CHOKKAKU